# Evolució de les cèl·lules
L'evolució de les cèl·lules fa referència a l'origen evolutiu i al desenvolupament evolutiu posterior de les cèl·lules. Les cèl·lules van sorgir per primera vegada fa almenys 3.800 milions d'anys, aproximadament 750 milions d'anys després de la formació de la Terra.

## Les primeres cèl·lules
L'origen de les cèl·lules va ser el pas més important en l'evolució de la vida a la Terra. El naixement de la cèl·lula va marcar el pas de la química prebiòtica a unitats particionades semblants a les cèl·lules modernes. La transició final a éssers vius que compleixen totes les definicions de les cèl·lules modernes depenia de la capacitat d'evolucionar eficaçment per selecció natural. Aquesta transició s'ha anomenat transició darwiniana .
Si la vida es contempla des del punt de vista de les molècules replicadores, les cèl·lules compleixen dues condicions fonamentals: protecció del medi exterior i confinament de l'activitat bioquímica. La primera condició és necessària per mantenir estables les molècules complexes en un entorn variable i de vegades agressiu; aquest últim és fonamental per a l'evolució de la biocomplexitat. Si les molècules que flotan lliurement que codifiquen els enzims no estan tancades a les cèl·lules, els enzims beneficiaran automàticament les molècules replicadores veïnes. Les conseqüències de la difusió en formes de vida no particionades es podrien veure com " parasitisme per defecte". Per tant, la pressió de selecció sobre les molècules replicadores serà menor, ja que la molècula "afortunat" que produeix el millor enzim no té cap avantatge definitiu sobre els seus veïns propers. Si la molècula està tancada en una membrana cel·lular, els enzims codificats només estaran disponibles per a la mateixa molècula replicadora. Aquesta molècula es beneficiarà exclusivament dels enzims que codifica, augmentant la individualitat i accelerant així la selecció natural.
La partició pot haver començat a partir d'esferoides semblants a cèl·lules formats per proteïnoides, que s'observen escalfant aminoàcids amb àcid fosfòric com a catalitzador. Tenen bona part de les característiques bàsiques que proporcionen les membranes cel·lulars. Les protocèl·lules basades en proteïnes que contenen molècules d'ARN podrien haver estat les primeres formes de vida cel·lular a la Terra.
Una altra possibilitat és que les costes de les antigues aigües costaneres hagin servit com a laboratori de mamut, ajudant en els innombrables experiments necessaris per crear la primera cèl·lula. Les onades que trenquen a la costa creen una delicada escuma composta de bombolles. Les aigües costaneres poc profundes també tendeixen a ser més càlides, concentrant encara més les molècules mitjançant l'evaporació. Tot i que les bombolles fetes majoritàriament d'aigua tendeixen a esclatar ràpidament, les bombolles d'oli són molt més estables, donant més temps a la bombolla en particular per dur a terme aquests experiments crucials. El fosfolípid és un bon exemple d'un compost oliós comú que predomina als mars prebiòtics.
Ambdues opcions requereixen la presència d'una quantitat massiva de productes químics i material orgànic per formar cèl·lules. Aquesta gran recollida de materials probablement prové del que ara els científics anomenen la sopa prebiòtica. La sopa prebiòtica fa referència a la col·lecció de tots els compostos orgànics que van aparèixer a la terra després de formar-se. Aquesta sopa probablement hauria contingut els compostos necessaris per formar cèl·lules primerenques.
Els fosfolípids estan formats per un cap hidròfil en un extrem i una cua hidrofòbica per l'altre. Posseeixen una característica important per a la construcció de membranes cel·lulars; poden unir-se per formar una membrana bicapa. Una bombolla de monocapa lipídica només pot contenir oli i no és propici per albergar molècules orgàniques solubles en aigua, però una bombolla de bicapa lipídica  pot contenir aigua i va ser un probable precursor de la membrana cel·lular moderna. Si apareixia una proteïna que augmentava la integritat de la seva bombolla pare, llavors aquesta bombolla tenia un avantatge. La reproducció primitiva pot haver-se produït quan les bombolles van esclatar, alliberant els resultats de l'experiment al medi circumdant. Un cop alliberats prou dels compostos adequats al medi, es podria aconseguir el desenvolupament dels primers procariotes, eucariotes i organismes pluricel·lulars.

## Metabolisme comunitari
L'avantpassat comú dels llinatges cel·lulars ara existents (eucariotes, bacteris i arquees) pot haver estat una comunitat d'organismes que intercanviaven fàcilment components i gens. Hauria contingut:
- Autòtrofs que van produir compostos orgànics a partir de CO₂, ja sigui mitjançant la fotosíntesi o per reaccions químiques inorgàniques;
- Heteròtrofs que van obtenir substàncies orgàniques per filtració d'altres organismes
- Saprotrofs que absorbien els nutrients dels organismes en descomposició
- Fagòtrofs que eren prou complexos per embolicar i digerir els nutrients en partícules, inclosos altres organismes.

La cèl·lula eucariota sembla haver evolucionat a partir d'una comunitat simbiòtica de cèl·lules procariotes. Els orgànuls que porten ADN com els mitocondris i els cloroplasts són restes d'antics bacteris simbiòtics que respiren oxigen i cianobacteris, respectivament, on almenys una part de la resta de la cèl·lula pot haver-se derivat d'una cèl·lula procariota arquea ancestral. Aquest concepte sovint s'anomena teoria endosimbiòtica. Encara hi ha debat sobre si orgànuls com l'hidrogenosoma van ser anteriors a l'origen dels mitocondris, o viceversa : vegeu la hipòtesi de l'hidrogen per a l'origen de les cèl·lules eucariotes.
Com van evolucionar els llinatges actuals de microbis a partir d'aquesta comunitat postulada no s'ha resolt actualment, però està subjecte a una intensa investigació per part dels biòlegs, estimulada pel gran flux de nous descobriments en la ciència del genoma.

## El codi genètic i el món de l'ARN
L'evidència moderna suggereix que l'evolució cel·lular primerenca es va produir en un regne biològic radicalment diferent de la biologia moderna. Es creu que en aquest antic regne, el paper genètic actual de l'ADN estava ocupat en gran part per l'ARN, i la catàlisi també estava mediada en gran part per l'ARN (és a dir, per homòlegs ribozimàtics dels enzims). Aquest concepte es coneix com la hipòtesi del món de l'ARN.
Segons aquesta hipòtesi, el món antic de l'ARN va passar al món cel·lular modern mitjançant l'evolució de la síntesi de proteïnes, seguida de la substitució de molts catalitzadors de ribozim cel·lulars per enzims basats en proteïnes. Les proteïnes són molt més flexibles en catàlisi que l'ARN a causa de l'existència de diverses cadenes laterals d'aminoàcids amb característiques químiques diferents. El registre d'ARN a les cèl·lules existents sembla que conserva alguns "fòssils moleculars" d'aquest món d'ARN. Aquests fòssils d'ARN inclouen el propi ribosoma (en el qual l'ARN catalitza la formació d'enllaços peptídics), el modern catalitzador de ribozim RNasa P i ARN.
El codi genètic quasi-universal conserva algunes proves del món de l'ARN. Per exemple, estudis recents sobre els ARN de transferència, els enzims que els carreguen d'aminoàcids (el primer pas en la síntesi de proteïnes) i la manera com aquests components reconeixen i exploten el codi genètic, s'han utilitzat per suggerir que el codi genètic universal va sorgir abans del evolució del mètode modern d'activació d'aminoàcids per a la síntesi de proteïnes.

## Reproducció sexual
L' evolució de la reproducció sexual pot ser una característica primordial i fonamental dels eucariotes, inclosos els eucariotes unicel·lulars. Basant-se en una anàlisi filogenètica, Dacks i Roger van proposar que el sexe facultatiu estava present en l'ancestre comú de tots els eucariotes. Hofstatter i Lehr van revisar proves que recolzen la hipòtesi que tots els eucariotes es poden considerar sexuals, tret que es demostri el contrari. La reproducció sexual pot haver sorgit a les primeres protocèl·lules amb genomes d'ARN (món de l'ARN). Inicialment, cada protocèl·lula probablement hauria contingut un genoma d'ARN (en lloc de més d'un) ja que això maximitza la taxa de creixement. Tanmateix, l'aparició de danys a l'ARN que bloquegen la replicació de l'ARN o interfereixen amb la funció del ribozima faria avantatjós fusionar-se periòdicament amb una altra protocèl·lula per restaurar la capacitat reproductiva. Aquesta forma senzilla i primerenca de recuperació genètica és similar a la que es produeix en els virus d'ARN monocatenari segmentats existents (vegeu virus de la grip A). A mesura que l'ADN dúplex es va convertir en la forma predominant del material genètic, el mecanisme de recuperació genètica va evolucionar cap al procés més complex de recombinació meiòtica, que es troba avui en la majoria de les espècies. Per tant, sembla probable que la reproducció sexual va sorgir a principis de l'evolució de les cèl·lules i ha tingut una història evolutiva contínua.

## Patrons canònics
Encara que es discuteixen els orígens evolutius dels principals llinatges de les cèl·lules modernes, les distincions primàries entre els tres llinatges principals de la vida cel·lular (anomenats dominis) estan fermament establertes.
En cadascun d'aquests tres dominis, la replicació de l'ADN, la transcripció i la traducció presenten característiques distintives. Hi ha tres versions d'ARN ribosòmics, i generalment tres versions de cada proteïna ribosòmica, una per a cada domini de la vida. Aquestes tres versions de l'aparell de síntesi de proteïnes s'anomenen patrons canònics, i l'existència d'aquests patrons canònics proporciona la base per a una definició dels tres dominis - Bacteria, Archaea i Eukarya (o Eukaryota) - de les cèl·lules existents actualment.

## Ús de la genòmica per inferir les primeres línies d'evolució
En lloc de confiar en un únic gen, com ara el gen de l'ARN ribosòmic de subunitats petites (ARNr SSU) per reconstruir l'evolució primerenca, o uns quants gens, l'esforç científic s'ha desplaçat a analitzar seqüències completes del genoma.
Els arbres evolutius basats només en l'ARNr SSU no capturen amb precisió els esdeveniments de l'evolució primerenca dels eucariotes, i els progenitors de les primeres cèl·lules nucleades encara són incerts. Per exemple, l'anàlisi del genoma complet del llevat eucariota mostra que molts dels seus gens estan més estretament relacionats amb els gens bacterians que amb les arquees, i ara és clar que les arquees no van ser els simples progenitors dels eucariotes, en contradicció amb troballes anteriors basades en l'ARNr SSU i mostres limitades d'altres gens.
Una hipòtesi és que la primera cèl·lula nucleada va sorgir de dues espècies procariotes antigues (no nucleades) clarament diferents que havien format una relació simbiòtica entre elles per dur a terme diferents aspectes del metabolisme. Es proposa que un soci d'aquesta simbiosi sigui una cèl·lula bacteriana i l'altre una cèl·lula arquea. Es postula que aquesta associació simbiòtica va progressar mitjançant la fusió cel·lular dels socis per generar una cèl·lula quimèrica o híbrida amb una estructura interna unida a una membrana que va ser la precursora del nucli. La següent etapa d'aquest esquema va ser la transferència dels dos genomes socis al nucli i la seva fusió entre ells. S'han suggerit diverses variacions d'aquesta hipòtesi per a l'origen de les cèl·lules nucleades. Altres biòlegs disputen aquesta concepció i emfatitzen el tema del metabolisme de la comunitat, la idea que les primeres comunitats vivents comprendrien moltes entitats diferents a les cèl·lules existents, i haurien compartit el seu material genètic de manera més àmplia que els microbis actuals.

## Citacions
"La Primera Cèl·lula va sorgir en el món anteriorment prebiòtic amb la unió de diverses entitats que van donar a una única vesícula l'oportunitat única de dur a terme tres processos vitals essencials i força diferents. Aquestes eren: (a) copiar macromolècules informatives, (b) dur a terme funcions catalitzadores específiques i (c) acoblar l'energia del medi ambient en formes químiques utilitzables. Aquests afavoririen l'evolució i el metabolisme cel·lulars posteriors. Cadascun d'aquests tres processos essencials probablement es va originar i es va perdre moltes vegades abans de La primera cèl·lula, però només quan aquests tres es van produir junts va començar la vida i va començar l'evolució darwiniana dels organismes". (Koch i Silver, 2005)
"L'evolució de les cèl·lules modernes és sens dubte el problema més desafiant i important que s'hagi enfrontat mai al camp de la biologia. En l'època de Darwin el problema difícilment es podia imaginar. Durant bona part del segle xx va ser intractable. En qualsevol cas, el problema estava enterrat a la rúbrica general "origen de la vida" --- on, com que és un problema biològic no (bio)químic, es va ignorar efectivament. L'interès científic per l'evolució cel·lular va començar a augmentar un cop es va determinar l'arbre filogenètic universal, el marc en el qual s'havia d'abordar el problema. Però no va ser fins que la genòmica microbiana va arribar a l'escena que els biòlegs van poder fer molt sobre el problema de l'evolució cel·lular". (Carl Woese, 2002)